# Sarmientita
La sarmientita és un mineral de la classe dels fosfats que pertany al grup de la sanjuanita-destinezita. Va ser anomenada en honor de Domingo Faustino Sarmiento (1811-1888), educador, escriptor, i president de l'Argentina.

## Característiques
La sarmientita és un arsenat de fórmula química Fe3+
2(AsO₄)(SO₄)(OH)·5H₂O. Cristal·litza en el sistema monoclínic en cristalls prismàtics [001] i aplanats en {010}, mostrant les cares {010}, {110} i {011}, que mesuren fins a 20 μm, agregats en masses nodulars. És l'anàleg mineral amb arsenat de la diadoquita.
Segons la classificació de Nickel-Strunz, la sarmientita pertany a «08.D - Fosfats, etc, només amb cations de mida mitjana, (OH, etc.):RO₄ < 1:1» juntament amb els següents minerals: diadoquita, pitticita, destinezita, vashegyita, schoonerita, sinkankasita, mitryaevaïta, sanjuanita, bukovskyita, zýkaïta, giniïta, sasaïta, mcauslanita, goldquarryita, birchita i braithwaiteïta.

## Formació i jaciments
La sarmientita apareix en filons pirítics oxidats en diabasa. Va ser descoberta a la mina Santa Elena, a Quebrada Alcaparrosa (Calingasta, Província de San Juan, Argentina). També ha estat descrita als Estats Units, Grècia, el Marroc i Sud-àfrica.